# 꾸찌현
꾸찌현(베트남어: Huyện Củ Chi / 縣糾支)은 베트남 호치민시의 현이다. 2010년을 기준으로 인구는 355,822명이고, 전체 면적은 435 km2에 달한다. 현 청사는 꾸찌 읍에 있다.

## 지리
꾸찌현은 호치민시 북부에 위치해 있고, 북서쪽은 떠이닌성, 동북쪽은 빈즈엉성, 남서쪽은 롱안성, 남쪽은 호치민시 혹몬현에 접한다.
이곳은 열대 몬순 기후에 해당하며, 적도 자연에 위치하고 있다. 기후는 크게 두 가지 계절로 구분되는데, 우기는 5월에서 11월까지, 건기는 12월에서 4월까지이다. 건기에는 주야간의 온도차가 상당히 크며, 가장 높은 달(4월)의 평균 기온은 28.8 °C, 가장 낮은 달(12월)의 평균 기온은 24.8 °C이다. 연평균 강우량은 1,300mm에서 1,770mm로 북쪽으로 갈수록 높아지며 강우량은 달마다 불균등하게 내리며, 12 월에서 1월 사이에 가장 적게 내린다. 연평균 습도는 79.5 %로 7월과 9월에는 80-90%로 가장 높고 12월에는 70.1%로 가장 낮다.
꾸찌현에는 다양한 강, 운하 및 운하 체계를 갖추고 있다.

## 행정구역

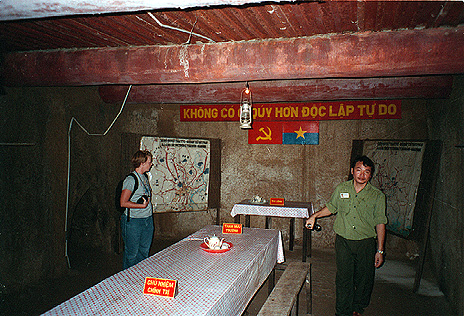
꾸찌 터널 내부

1개의 티쩐(thị trần)과 20개의 사(xã)가 있다. (시진은 읍, 사는 마을에 해당하는 단위)

### 시진
- 꾸찌 시진 (Thị trấn Củ Chi / 市鎭糾支)

### 사
- 안년떠이 (An Nhơn Tây / 安仁西)

- 안푸 (An Phú / 安富)
- 빈미 (Bình Mỹ / 平美)
- 호아푸 (Hòa Phú / 和富)
- 뉴언득 (Nhuận Đức / 潤德)
- 푸호아동 (Phú Hòa Đông / 富和東)
- 푸미흥 (Phú Mỹ Hưng / 富美興)

- 프억히엡 (Phước Hiệp / 福協)

- 프억타인 (Phước Thạnh / 福盛)

- 프억빈안 (Phước Vĩnh An / 福永安)
- 떤타인동 (Tân Thạnh Đông / 新盛東)
- 떤타인떠이 (Tân Thạnh Tây / 新盛西)
- 떤안호이 (Tân An Hội / 新安會)
- 떤푸쭝 (Tân Phú Trung / 新富中)
- 떤통호이 (Tân Thông Hội / 新通會)
- 쭝안 (Trung An / 中安)
- 타이미 (Thái Mỹ / 泰美)
- 쭝럽트엉 (Trung Lập Thượng / 中立上)
- 쭝럽하 (Trung Lập Hạ / 中立下)
- 팜반꼬이 (Phạm Văn Cội)

## 관광

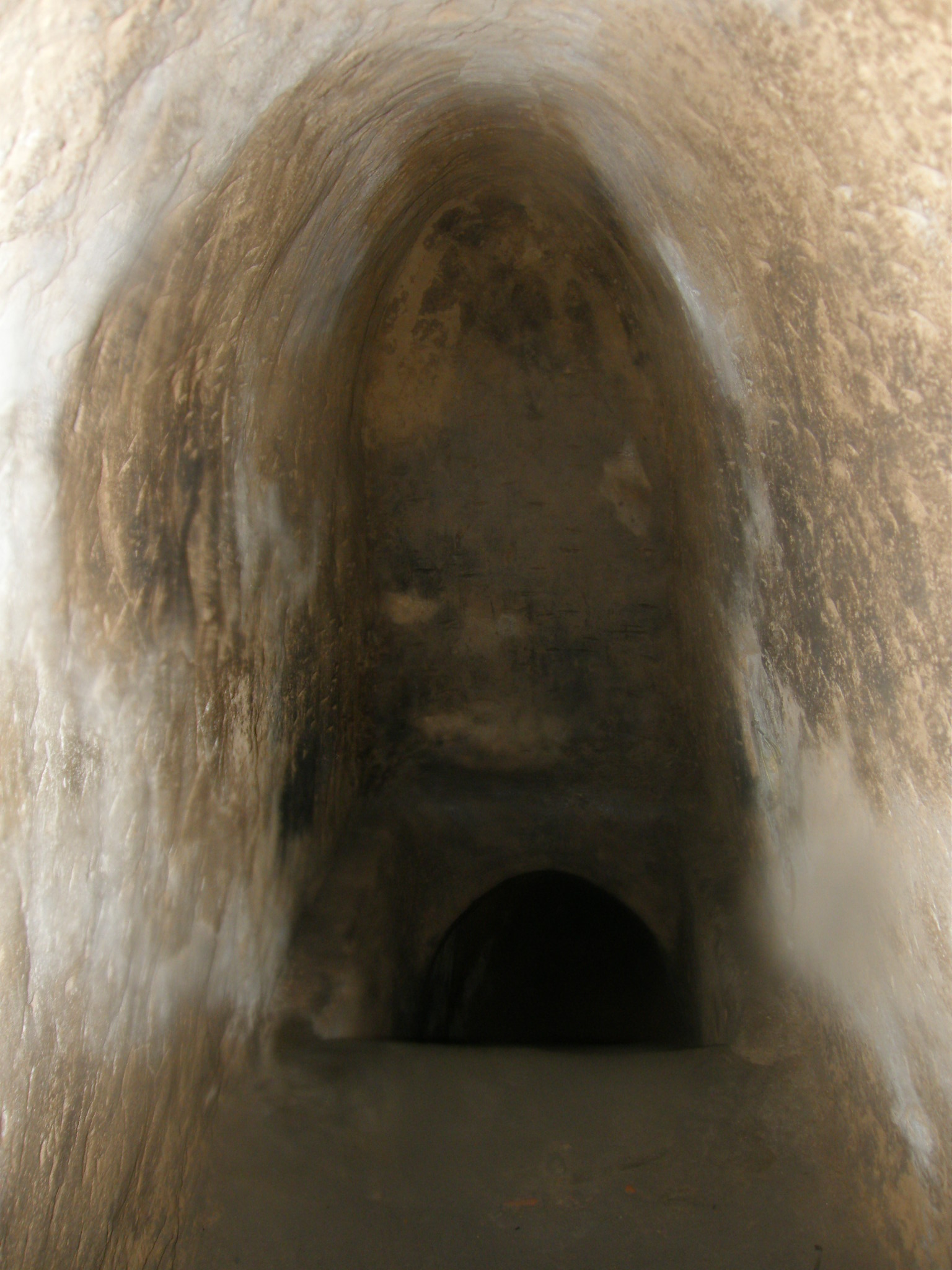
꾸찌터널

베트남 전쟁 동안 건설되어 베트콩 사령부로 쓰인 꾸찌 터널로 유명하다. 전쟁 사적 공원, 관광객을 위한 실탄 사격장 등이 정비되어 있다.
- 린선탑 (Chùa Linh Sơn)
- 벤즈억 사당 (Đền Bến Dược)
- 벤딘 터널 (địa đạo Bến Đình): 꾸찌 터널로 더 잘 알려져 있으며, 국가기념물이다.

## 교통
아시안 하이웨이 1호선(베트남 국도 22호선)이 종단한다. 호치민시 시외버스 꾸찌 버스터미널이 존재한다.

## 같이 보기
- 꾸찌 터널